# Cave City (Arkansas)
Cave City is een plaats (city) in de Amerikaanse staat Arkansas, en valt bestuurlijk gezien onder Independence County en Sharp County.

## Demografie
Bij de volkstelling in 2000 werd het aantal inwoners vastgesteld op 1946.
In 2006 is het aantal inwoners door het United States Census Bureau geschat op 2059, een stijging van 113 (5,8%).

## Geografie
Volgens het United States Census Bureau beslaat de plaats een oppervlakte van
6,7 km², geheel bestaande uit land. Cave City ligt op ongeveer 184 m boven zeeniveau.

## Plaatsen in de nabije omgeving
De onderstaande figuur toont nabijgelegen plaatsen in een straal van 24 km rond Cave City.